# Pedarito
Pedarito o Pedareto, figlio di Leonte (in greco antico: Πεδάριτος o Παιδάρετος?, Pedàritos o Paidàretos; metà del V secolo a.C. – Chio, 411 a.C.) è stato un ammiraglio spartano.

## Biografia
Pedarito fu mandato nell'Ellesponto nel 412 a.C. per comandare la flotta spartana assieme ad Astioco; dopo la cattura di Iasos, nella tarda estate dello stesso anno, fu nominato comandante della guarnigione di Chio, dove rimase di stanza.
Avendo marciato via terra da Mileto, arrivò ad Eritre e giunse a Chio nel momento in cui gli abitanti di Lesbo domandarono ad Astioco di appoggiarli nella rivoluzione che avevano progettato; questi però, vista la riluttanza degli abitanti di Chio e il rifiuto di Pedarito, dovette abbandonare il piano.
Quando gli Ateniesi, comandati da Strombichide, fortificarono Delphinium, mettendo in difficoltà Chio, Astioco fece finta di niente, motivo per cui Pedarito, nei suoi rapporti a Sparta, si lamentò della sua condotta, facendo in modo che venisse mandata una commissione per indagare.
Sembra che anche lo stesso Pedarito, comunque, abbia agito con notevole asprezza, tanto che alcuni esuli di Chio se ne lamentarono a Sparta, tanto che addirittura sua madre Teleutia lo rimproverò per lettera. Nel frattempo gli Ateniesi continuarono le loro operazioni a Chio, completando le fortificazioni.
Pedarito andò quindi a Rodi, dove era ancorata la flotta peloponnesiaca, affermando che Chio avrebbe ceduto se non la si fosse aiutata coll'intera flotta peloponnesiaca. Lui stesso, all'inizio del 411 a.C., attaccò di sorpresa il campo ateniese, ma l'arrivo del grosso della flotta ateniese, che in quel momento non era lì, gli fu fatale.